# Staffan Tilander
Bengt Staffan Tilander, född 12 oktober 1923 i Dundee, Natal, Sydafrika, död 2 juni 2001 i Sollentuna, var en svensk radiotelegrafist, målare, grafiker och tecknare.
Han var son till missionsläkaren Nils Filip Tilander och Elsa Carolina Ljung och gift 1949–1959 med textilkonstnären Christina Ingeborg Westman. Efter avslutad skolgång vid Göteborgs högre samskola studerade Tilander konst för Nils Nilsson och Endre Nemes vid Valands målarskola 1945–1951. Efter att han avlagt radiotelegrafistexamen 1952 tillbringade han de följande sex åren som sjöman inom den svenska handelsflottan som tog honom till bland annat Spanien, Frankrike och Portugal där han på ledig tid kunde studera konsten på olika museer. Efter sin tid till sjöss bosatte han sig i Stockholm. Separat ställde han bland annat ut på Galleri 54 i Göteborg, Galerie m i Köpenhamn och Galleri Latina i Stockholm. Han medverkade i grupputställningar på Galleri Aveny i Göteborg och samlingsutställningar i Jönköping och Göteborg  samt Liljevalchs Stockholmssalonger och grafiktriennalen på Nationalmuseum 1965. Han var representerad i vandringsutställningen Emaljmåleri 10 som visades i Mellansverige 1964–1964. Bland hans offentliga arbeten märks en fasadutsmyckning för Gillberga gård. Hans konst består av figurer, naturstudier, abstraktioner utförda i olja, akvarell, träsnitt, litografi och emaljmålningar. Tilander är representerad vid bland annat Moderna museet i Stockholm och vid Norrköpings Konstmuseum.